# Linn Haug
Linn Haug (* 6. März 1990 in Trondheim) ist eine ehemalige norwegische Snowboarderin. Sie startete in der Disziplin Halfpipe.

## Werdegang
Haug nahm im März 2007 in Calgary erstmals am Snowboard-Weltcup teil und errang dabei zweimal den 15. Platz. Bei den Juniorenweltmeisterschaften im folgenden Monat in Bad Gastein wurde sie Sechste im Big Air. In der Saison 2007/08 kam sie bei sechs Teilnahmen im Weltcup viermal unter die ersten zehn und erreichte mit dem neunten Platz im Halfpipe-Weltcup ihr bestes Gesamtergebnis. Bei den Juniorenweltmeisterschaften 2008 in Chiesa in Valmalenco gewann sie die Bronzemedaille in der Halfpipe. Nachdem sie mit Platz drei in Cardrona zu Beginn der Saison 2008/09 ihr einzige Podestplatzierung im Weltcup errang, holte sie in Saas-Fee ihren einzigen Sieg im Europacup. Beim Saisonhöhepunkt, den Snowboard-Weltmeisterschaften 2009 in Gangwon, kam sie auf den 41. Platz. Die Saison beendete sie auf dem 11. Platz im Halfpipe-Weltcup. In der Saison 2009/10 belegte sie bei den Olympischen Winterspielen 2010 in Vancouver den 27. Platz und absolvierte am Kreischberg ihren 17. und damit letzten Weltcup, welchen sie auf dem neunten Platz beendete.

## Teilnahmen an Weltmeisterschaften und Olympischen Winterspielen

### Olympische Winterspiele
- 2010 Vancouver: 27. Platz Halfpipe

### Snowboard-Weltmeisterschaften
- 2009 Gangwon: 41. Platz Halfpipe

## Weltcup-Gesamtplatzierungen
| Saison  | Gesamt / Freestyle | Gesamt / Freestyle | Halfpipe | Halfpipe |
| Saison  | Punkte             | Platz              | Punkte   | Platz    |
| ------- | ------------------ | ------------------ | -------- | -------- |
| 2006/07 | 470                | 75.                | 470      | 28.      |
| 2007/08 | 1910               | 35.                | 1910     | 9.       |
| 2008/09 | 1490               | 40.                | 1490     | 11.      |
| 2009/10 | 690                | 76.                | 690      | 21.      |